# Lichtenburg (Południowa Afryka)
Lichtenburg – miasto, zamieszkane przez 26 338 ludzi (2011), w Południowej Afryce, w prowincji Północno-Zachodniej.
Lichtenburg założono w roku 1873, 13 marca 1926 w rejonie miasta odkryto diamenty, co przyczyniło się do jego rozwoju.
Mieszkańcy miasta i okolic utrzymują się w znacznej mierze z uprawy kukurydzy, jest to główny obszar uprawy tej rośliny w Republice Południowej Afryki.
Lichtenburg położony jest ok. 230 km na zachód od Johannesburga, na głównej drodze porwadzącej do Mmabatho, stolicy prowincji.